# マロニエ新宿号
マロニエ新宿号（マロニエしんじゅくごう）とは、東京都渋谷区のバスタ新宿（新宿駅新南口）と栃木県佐野市の佐野新都市バスターミナルとの間を結ぶ昼行高速バス路線の愛称である。現在はジェイアールバス関東が単独運行する。
本項では、東京駅と栃木県両毛地区間を結んでいた足利わたらせ号、「足利わたらせ号」の「マロニエ号」への統廃合により登場したマロニエ東京号、および深夜便のミッドナイトマロニエ号についても記述する。

## 概要
「マロニエ新宿号」は、2001年7月、東京新宿副都心と宇都宮間を結ぶ昼行の高速バス路線として関東自動車とJRバス関東の共同運行路線として開設された。開業当初は東日本旅客鉄道が湘南新宿ラインを開業させる前であり、「マロニエ新宿号」は一定の利用率を維持していたが、その後の湘南新宿ラインの開業と増発に伴い利用率が低迷し、割引運賃の導入や便数減、下り便の東京駅経由への変更、また一部便の東京駅始発への変更など、運行効率を高める策が講じられてきた。
2004年、佐野藤岡インターチェンジ近隣にオープンした佐野プレミアム・アウトレットへの利用者の足として「マロニエ新宿号」の一部便を佐野藤岡インターチェンジから一般道経由で同施設に寄る経路としたところ好評で、週末の新宿駅・東京駅 - 佐野間の利用者増という成果をもたらした。これに伴い開設されたのが佐野プレミアム・アウトレット経由で東京駅 - 足利駅間を結ぶ「足利わたらせ号」で、開業当初からJRバス関東の単独運行であった。栃木県両毛地区の中規模都市のひとつであり、当時東京まで乗り換えなしで結ぶ公共交通網が東武鉄道の特急「りょうもう」毎日1往復（浅草駅発着）のみであった佐野市と東京山手線内の各駅間をダイレクトに結ぶ「マロニエ新宿号」「足利わたらせ号」は、12.5万人の佐野市民に「東京への足」として次第に定着していくことになる。その一方で、宇都宮・鹿沼方面と東京間の利用は佐野経由による所要時間延長により利用者が減り、栃木県内宇都宮 - 佐野間の区間利用が可能な制度を導入するも成果が上がらず、もともと新宿 - 宇都宮間の利用を期待していた関東自動車（関東バス）は2006年、「マロニエ新宿号」から撤退するに至った。また「足利わたらせ号」も国道50号渋滞に巻き込まれて延着が発生するなどで利用者が伸びず、減便を経て2007年に佐野 - 足利間を区間廃止して運行区間を東京 - 佐野間に短縮、愛称を「マロニエ東京号」に変更した。
同年、東京 - 佐野間の利用率も芳しかったわけではないが、佐野市が中心となって当時バス乗務員が行っていた佐野での乗車券発券作業も賄える佐野新都市バスターミナルを開設、佐野市の後ろ盾を背景として同区間の増便が行われた。
2009年8月31日には鹿沼バスターミナル - 宇都宮市内各停留所間、2013年6月2日には佐野新都市バスターミナル  - 鹿沼バスターミナル間の営業運転がそれぞれ終了し、現在は新宿駅 - 佐野新都市バスターミナル間の「マロニエ新宿号」と東京駅 - 佐野新都市バスターミナル間の「マロニエ東京号」をあわせて平日28往復、土休日33往復（深夜便「ミッドナイトマロニエ号」下り1本を含む）が運行されている。
2010年10月1日より、JRバス関東の高速バスとしては初めて運賃の支払いにSuica・PASMOが使用できるようになった。また、同日より深夜便「ミッドナイトマロニエ号」を新宿駅→佐野新都市バスターミナル間で運行を開始している（下り1本）。
2016年4月4日より、新宿駅の発着場所をバスタ新宿（新宿駅新南口）に変更した。

### 愛称の由来
マロニエ新宿号・マロニエ東京号
関東自動車が既に宇都宮 - 成田空港・羽田空港間の空港連絡バスで「マロニエ号」を運行していたことから、行先の新宿を付けて区別した。同社撤退後も愛称は引き継がれている。「マロニエ」 (marronnier) は栃木県の県花であるトチノキの近縁種セイヨウトチノキのフランス語名である。
足利わたらせ号
足利市中心部を流れる渡良瀬川から。因みに、当路線は田中町 - 渡良瀬公園前間で渡良瀬川に架かる田中橋を越えていた。

## 運行経路

### 停車停留所

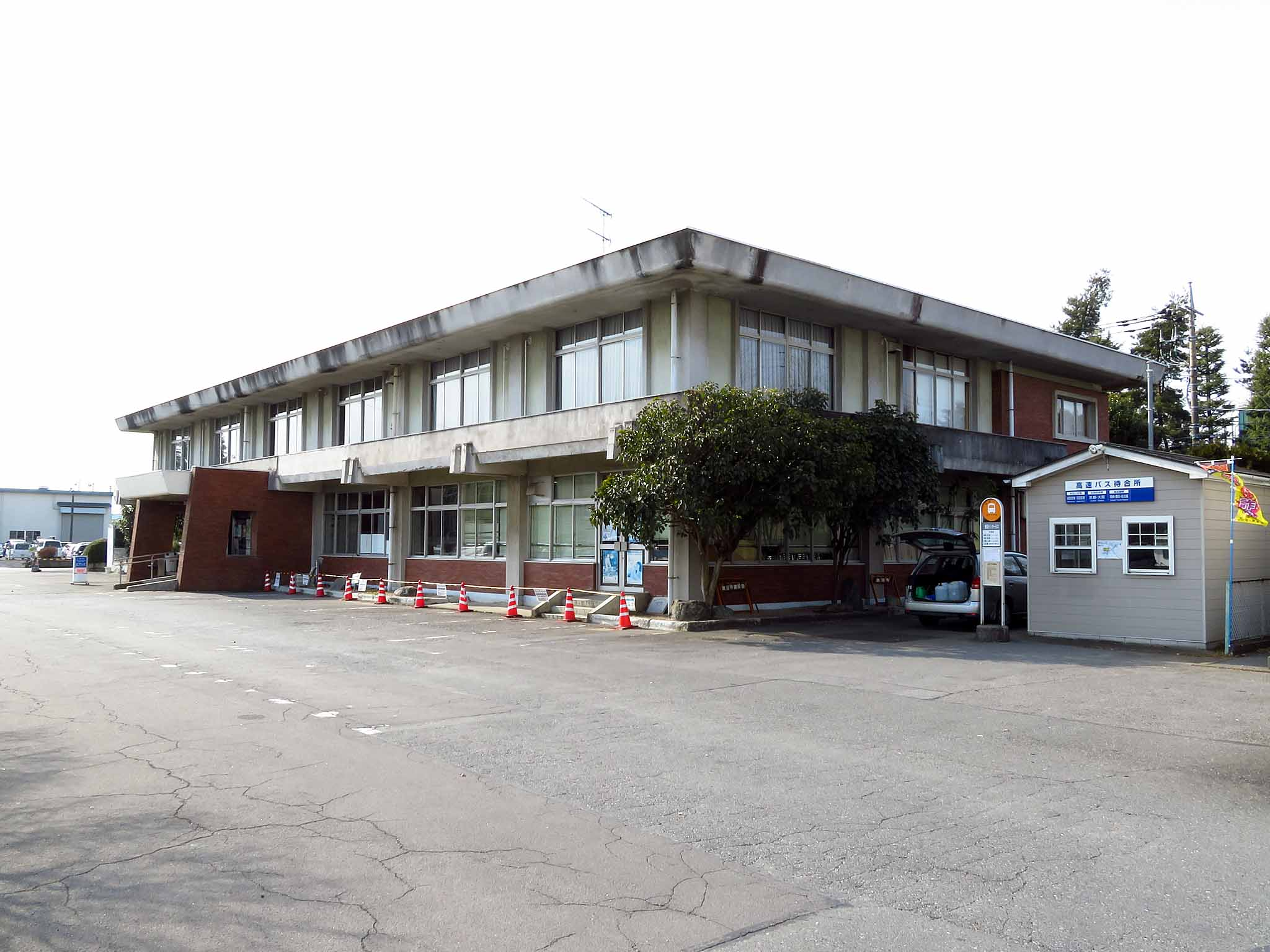
2002年から2006年まで使用していた鹿沼インター入口停留所

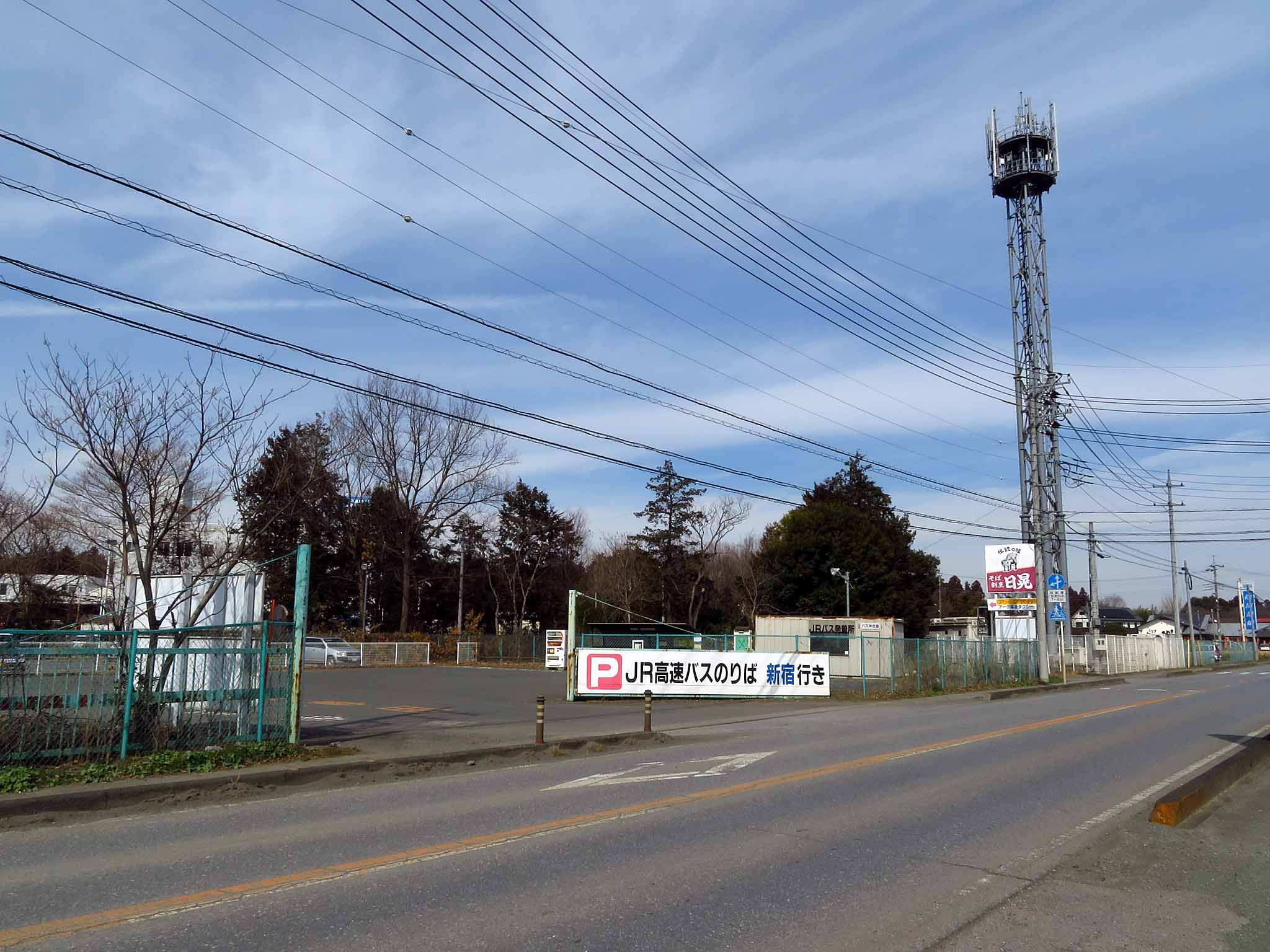
2006年から2017年まで使用していた鹿沼バスターミナル

#### マロニエ新宿号・ミッドナイトマロニエ号
バスタ新宿（新宿駅新南口） - 池袋駅東口（上り降車のみ） - 王子駅 - 佐野プレミアム・アウトレット（下り便の一部が停車） - 佐野新都市バスターミナル

#### マロニエ東京号
東京駅（乗車：八重洲南口、降車：日本橋口） - 王子駅（上り全便と下り便の一部が停車） - 佐野プレミアム・アウトレット（下り便の一部が停車） - 佐野新都市バスターミナル

### 運行経路の変遷

#### 2001年7月 - 2002年12月
※下り最終便は次項を参照。
明治通り - 池袋駅東口（ビックカメラ池袋本店パソコン館前：上りのみ） - 明治通り - 王子駅（上りのみ） - 国道122号（北本通り） - 環七通り - 鹿浜橋出入口（下り）/東領家出口（上り）- 首都高速川口線 - 川口JCT - 東北自動車道 - 鹿沼IC - 鹿沼IC入口 - 鹿沼インター通り - 砥上車庫 - 鹿沼インター通り - 滝谷町 - 平成通り - 一条2丁目 - 東京街道 - 東武宇都宮駅西口 - 池上町交差点 - 大通り - 県庁前 - 大通り - 宇都宮駅西口 - 国道123号 - 宇都宮大学（峰キャンパス） - 宇都宮大学工学部 - シンガー日鋼工場跡地（現ベルモール） - 県道64号 - 柳田車庫

#### 2002年12月 - 2006年8月
※首都高速中央環状王子線開通に伴う経路変更は2004年7月から。
下り便の江北JCT以南
国道20号（新宿通り） - 半蔵門 - 内堀通り - 日比谷 - 国道1号（日比谷通り） - 馬場先門 - 鍛冶橋通り - 東京駅八重洲口 - 呉服橋出入口又は宝町出入口 - 首都高速都心環状線 - 江戸橋JCT - 箱崎JCT - 6号向島線 - 堀切JCT - C2中央環状線 - 江北JCT
上り便の江北JCT以南
江北JCT - C2中央環状線 - 王子北出入口 - 国道122号 - 王子駅 - 明治通り - 池袋駅東口 - 明治通り
江北JCT - 佐野 - 宇都宮
江北JCT - 首都高S1川口線 - 川口JCT - 東北自動車道 - 佐野藤岡IC - 国道50号 - 佐野プレミアムアウトレット - 国道50号 - 佐野藤岡IC - 東北自動車道 - 鹿沼IC - 鹿沼IC入口 - 鹿沼インター通り - 宇都宮市内
佐野 - 足利
佐野プレミアム・アウトレット - 国道50号 - 国道293号 - 朝倉町 - 国道293号 - 田中町 - 国道293号 - 足利市内

#### 2006年8月以降

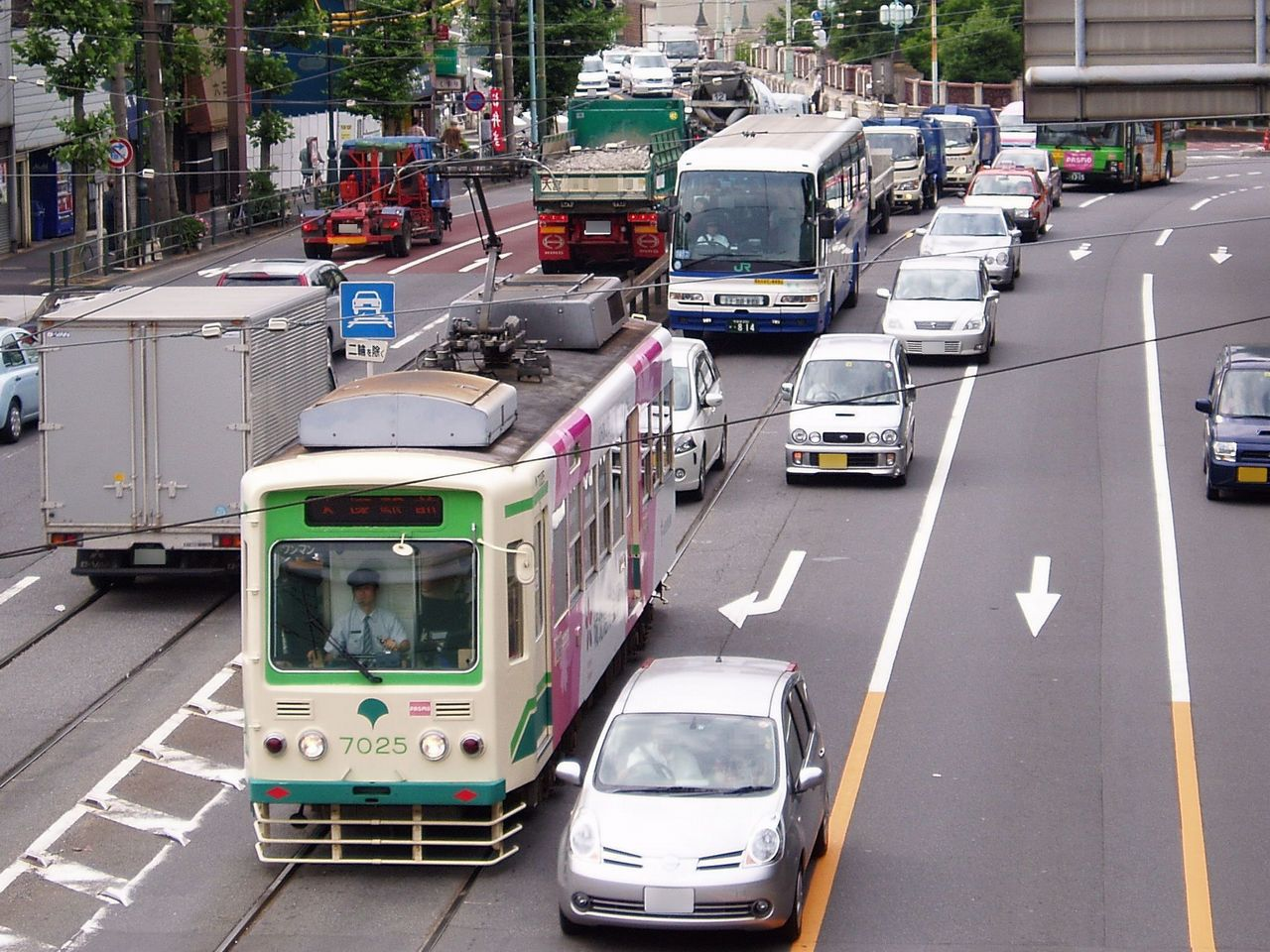
都電荒川線に続いて走る「マロニエ新宿号」

※佐野プレミアム・アウトレット→佐野新都市バスターミナルの変更は2007年1月から。
新宿 - 佐野 - 宇都宮
明治通り - 池袋駅東口（上りのみ） - 明治通り - 王子駅 - 国道122号 - 王子北出入口 - 首都高C2中央環状線 - 江北JCT - 首都高S1川口線 - 川口JCT - 東北自動車道 - 佐野藤岡IC - 国道50号 - 佐野プレミアムアウトレット - 国道50号 - 佐野藤岡IC - 東北自動車道 - 鹿沼IC - 鹿沼バスターミナル - 鹿沼インター通り - 砥上 - 鹿沼インター通り - 滝谷町 - 平成通り - 一条2丁目 - 東京街道 - 東武宇都宮駅西口 - 池上町交差点 - 大通り - 県庁前 - 大通り - JR宇都宮駅 - 大通り - 大谷街道 - JRバス宇都宮支店
※鹿沼バスターミナル - JRバス宇都宮支店間は2009年8月31日、佐野新都市バスターミナル - 鹿沼バスターミナル間は2013年6月2日の運行をもってそれぞれ営業運行を終了。
※一部便は砥上から宇都宮環状道路・栃木県道4号宇都宮鹿沼線（鹿沼街道）を経由してJRバス宇都宮支店に直行していた。
佐野 - 足利
佐野プレミアム・アウトレット - 国道50号 - 国道293号 - 朝倉町 - 国道293号 - 田中町 - 国道293号 - 足利市内
※2007年1月16日廃止。

## 運行回数
- マロニエ新宿号：平日1日18往復、土休日1日20往復（うち下り1本は深夜便「ミッドナイトマロニエ号」）
- マロニエ東京号：平日1日10往復、土休日1日13往復

## 沿革

### マロニエ新宿号・東京号の開設
JRバス関東は、支店毎の独立採算性を重視しており、宇都宮支店においても東京発の高速バス路線の一部を担当していた。このため営業便による東京支店までの乗務員送り込みにより効率化を図る目的で「マロニエ新宿号」の開設に至った。また、当時の共同運行会社である関東自動車は、宇都宮 - 新宿副都心間において新幹線より安価で乗り換え無く快適に移動できる交通手段を選択する利用者の利用を想定し、「マロニエ新宿号」の開設に至った。
当初は関東自動車の期待どおり時間より安価・快適を重視する利用者により一定の利用率を有していたが、時間・価格・快適性のすべての面でこれに優る湘南新宿ラインの開業（2001年12月）により競合関係となり、平日割引運賃設定や下り便のみ東京駅経由への変更、便数削減や一部下り便の東京駅始発への区間短縮（その後の「マロニエ東京号」）など、利用率促進策を講じるが功を奏しなかった。

### 佐野バス停開設、足利わたらせ号の開設と関東自動車の撤退
2004年7月、「マロニエ新宿号」は、利用促進策の一環として、運行経路の途中にある東北自動車道佐野藤岡インターチェンジに程近い佐野プレミアム・アウトレット横への乗り入れを開始、宇都宮市内 - 佐野間の区間利用も期待して栃木県内相互間の利用も可能した。これは一定の成果をもたらし、東京 - 佐野間の週末利用者が増加、2005年10月の「足利わたらせ号」（東京駅八重洲口 - 佐野 - JR足利駅）開設により、一層の利用増が期待された。
しかし、もともと首都圏の旅客運輸網からやや外れた位置にあった人口12.5万人の佐野市民は当路線を東京方面への足として位置付け、佐野市はその交通ルートとしてこの運営に注力することになったが、その一方で、佐野で高速道路から一般道に下りて乗降を行うことにより佐野付近の交通渋滞に巻き込まれたり佐野バス停で停車時間が延長するなど、宇都宮方面利用者にとって、一定の着席保証に比して時間的損失のデメリットが著しい状況となり、東京方面と宇都宮方面間の利用者は激減、もともと宇都宮市と新宿間の利用を期待して運行担当していた関東自動車は当路線から撤退するに至った。
なお、関東自動車は現在も空港リムジンバス路線としてマロニエ号を運行しており、高速バスに関わる「マロニエ」の商標は関東自動車の登録商標である。

### 東京 - 佐野間への特化

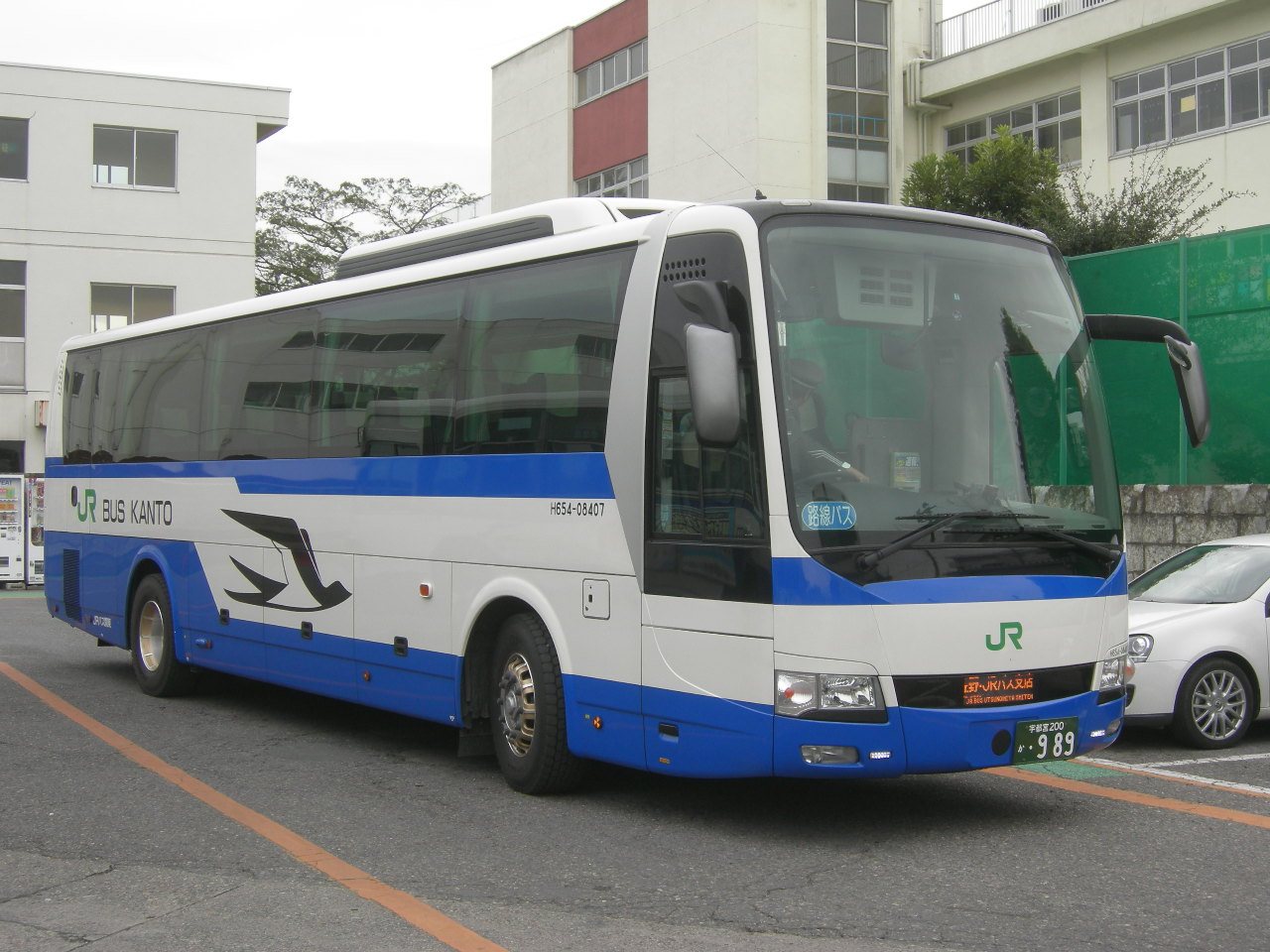
宇都宮発着当時のマロニエ新宿号（JRバス関東）

関東自動車が撤退すると、JRバス関東は「マロニエ新宿号」「足利わたらせ号」の東京・新宿 - 佐野プレミアム・アウトレット間の回数券を共通利用可とし東京 - 佐野間の利便性を向上させたが、佐野地区にはJRバスの発券所が無かったため発券業務は乗務員の手作業に頼っており、これが原因で長時間の停車を強いられ、佐野以遠の所要時間改善を図る策は講じなかった。こうして東京 - 宇都宮方面間の営業路線価値はさらに低下し、その後は東京 - 佐野間の交通手段としてダイヤ設定されることになる。そして2007年には佐野 - 足利間が区間廃止され、愛称も「足利わたらせ号」から「マロニエ東京号」に改めて運行されることとなった。また、発券機能を有する佐野新都市バスターミナルが佐野市の全面的バックアップで建設され、新宿・東京 - 佐野間の便数が増発された。
2009年8月31日、「マロニエ新宿号」は宇都宮市域内停留所での運行を終了、翌9月1日からは運行区間を新宿 - 佐野・鹿沼（宇都宮）間に短縮して運転されることとなった。この改正で東京・新宿 - 佐野間は32往復に増便された。
同年11月1日、佐野新都市バスターミナルに隣接して佐野支店が開設されたことにより、同支店が主に担当するようになっている。

### 年表
- 2001年（平成13年）7月11日 - 新宿駅 - JR宇都宮駅 - 柳田車庫間の高速バスとして「マロニエ新宿号」運行開始[1]。1日10往復、関東自動車とJRバス関東の共同運行[1]。新宿発最終便のみ東京駅経由だった。運賃は新宿～宇都宮間で2,000円（6回分の回数券10,000円）、新宿～鹿沼・砥上間で1,800円（6回分の回数券9,000円）。
- 2002年（平成14年）
  - 5月1日 - 「マロニエ新宿号」平日運賃を値下げ（東京 - 柳田車庫間で2,000円から1,700円に、2003年3月31日までの期間限定）。
  - 12月20日 - 「マロニエ新宿号」新宿発便を全便東京駅経由に変更。同時に1日8往復に減便。
- 2004年（平成16年）7月28日 - 「マロニエ新宿号」1日9往復に増便（JR5往復・関東4往復）。うち下り1本は東京駅始発、7往復が佐野プレミアム・アウトレットに停車。下り3本・上り5本がJR宇都宮駅発着になる。宇都宮 - 佐野間の相互乗車も可能となった。
- 2005年（平成17年）10月1日 - 「足利わたらせ号」1日8往復で運行開始。
- 2006年（平成18年）
  - 2月20日 - 「マロニエ新宿号」JR宇都宮駅 - 柳田車庫間を廃止、全便JR宇都宮駅始発・終着となる。関東自動車が撤退、JRバス関東の単独運行となる。同時に「足利わたらせ号」1日6往復に減便。
  - 8月10日 - 「マロニエ新宿号」新宿発便の東京駅経由を廃止、代わりに王子駅に停車。全便が佐野プレミアム・アウトレット・鹿沼バスターミナル経由となり、鹿沼折り返し便（2往復）を設定（計1日10往復となる）。
- 2007年（平成19年）
  - 1月16日 - 「足利わたらせ号」佐野新都市バスターミナル（旧：佐野プレミアム・アウトレット） - 足利駅間を廃止し、愛称を「マロニエ東京号」に変更（下り9本・上り8本）。「マロニエ新宿号」増便（佐野発着下り3本・上り4本、鹿沼発着5往復、JR宇都宮駅発着8往復に）。佐野通過の直通便（JR宇都宮駅発着、1往復）復活。
  - 10月1日 - 「マロニエ東京号」上り便を上野駅経由から王子駅経由に変更、上り1本を「マロニエ新宿号」に振り替え。「マロニエ新宿号」鹿沼発着便をJRバス宇都宮支店に延長。運賃を宇都宮・鹿沼 - 新宿間1,700円、宇都宮・鹿沼 - 佐野間を500円にそれぞれ値下げ。「3デイリターンきっぷ」（3日間有効の往復乗車券）を2,900円で発売開始。
- 2008年（平成20年）
  - 1月16日 - 「マロニエ新宿号」JR宇都宮駅発着便をJRバス宇都宮支店に延長。
  - 2月8日 - 特別企画乗車券「渡良瀬ストーリー 東京・佐野周遊きっぷ」発売開始（～2009年3月31日）。
  - 7月1日 - ダイヤ改正。乗務員は東京便は全便古河支店が、新宿便は片道1本（18号）を除く全便が宇都宮支店担当となる（18号のみ古河支店が担当）。
- 2009年（平成21年）9月1日 - 「マロニエ新宿号」の鹿沼バスターミナル - JRバス宇都宮支店間の各停留所は運行を終了し、運行区間を新宿・東京 - 佐野・鹿沼間に集約、また平日・土休日共通の全日ダイヤとし、新宿・東京 - 佐野間を25往復から32往復に増便。
- 2010年（平成22年）
  - 3月17日 - 「マロニエ新宿号」の鹿沼バスターミナル発着便を1日10往復から3往復に減便（なお、那須塩原リゾートエクスプレスがこの日より鹿沼バスターミナルを経由する）。
  - 10月1日 - 「マロニエ東京号」を平日12往復・土休日15往復に増便するとともに、新宿発では深夜バス「ミッドナイトマロニエ号」を設定（運賃は2010年時点で通常1,300円のところが深夜バスは2,500円）。下り便の一部が佐野プレミアム・アウトレットを経由。また、この日からSuica・PASMOが利用可能となると同時に、1ヶ月定期乗車券が設定され、回数乗車券の設定が廃止となる。
- 2011年（平成23年）
  - 3月22日 - 同年3月11日に発生した東日本大震災の影響により運休していたが、この日より「マロニエ新宿号」が1日13往復で運行を再開。
  - 4月1日 - この日より「マロニエ東京号」が1日4往復で運行を再開。
  - 4月23日 - この日より「マロニエ新宿号」が1日18往復（うち下り1本は「ミッドナイトマロニエ号」）、「マロニエ東京号」が1日10往復に増便。
  - 10月1日 - この日より土日祝日運行便を増便（「マロニエ新宿号」2往復、「マロニエ東京号」3往復）。「ミッドナイトマロニエ号」も王子駅に停車するようになる。
- 2012年（平成24年）6月4日 - この日より同年7月13日までの平日に限り、「マロニエ新宿号」「マロニエ東京号」各1往復を運休。
- 2013年（平成25年）
  - 1月7日 - この日より同年3月1日までの平日に限り、「マロニエ新宿号」「マロニエ東京号」各1往復を運休。
  - 6月3日 - この日より「マロニエ新宿号」の鹿沼バスターミナル発着便1往復が佐野新都市バスターミナル発着に変更。これにより鹿沼バスターミナル発着便は全廃となる。
- 2019年（令和元年）
  - 10月1日 - 消費税率引き上げに伴う運賃改定[2]。
  - 11月 - 豪雨災害の影響により、1往復（新宿11号・12号）をジェイアールバス東北が代替運行（当該便ではICカード使用不可）[3]。
- 2020年（令和2年）
  - 5月1日 - 新型コロナウイルスの感染拡大の影響により、この日より特別ダイヤ（新宿・東京あわせて（以下同じ）全日9往復）で運行[4]。
  - 6月6日 - 特別ダイヤを改定（平日9往復、土日祝日12往復）[5]。
  - 6月20日 - 特別ダイヤを改定（全日12往復）[6]。
  - 7月4日 - 特別ダイヤを改定（平日17往復、土日祝日19往復）[7]。
  - 8月11日 - 特別ダイヤを改定（全日16往復）[8]。
  - 10月24日 - 特別ダイヤを改定（平日16往復、土日祝日18往復）[9]。
  - 12月26日 - 特別ダイヤを改定（全日19往復、2021年1月11日まで）[10]。2021年1月12日以降（同年1月25日まで）は以前の特別ダイヤ（2020年10月24日改定）で運行[11]。

## 使用車両
原則として三菱ふそう・エアロエースや日野・セレガなどの40人乗り化粧室付きハイデッカー車が使用される。一時期、「青春エコドリーム号」の間合いでダブルデッカー車も運用されていた。
乗務員は、マロニエ新宿号は佐野支店・宇都宮支店・長野原支店・中央道支店諏訪営業所が、マロニエ東京号は佐野支店・宇都宮支店・東京支店が担当する。佐野支店・東京支店・諏訪営業所の車両が運用される。

### JRバス関東

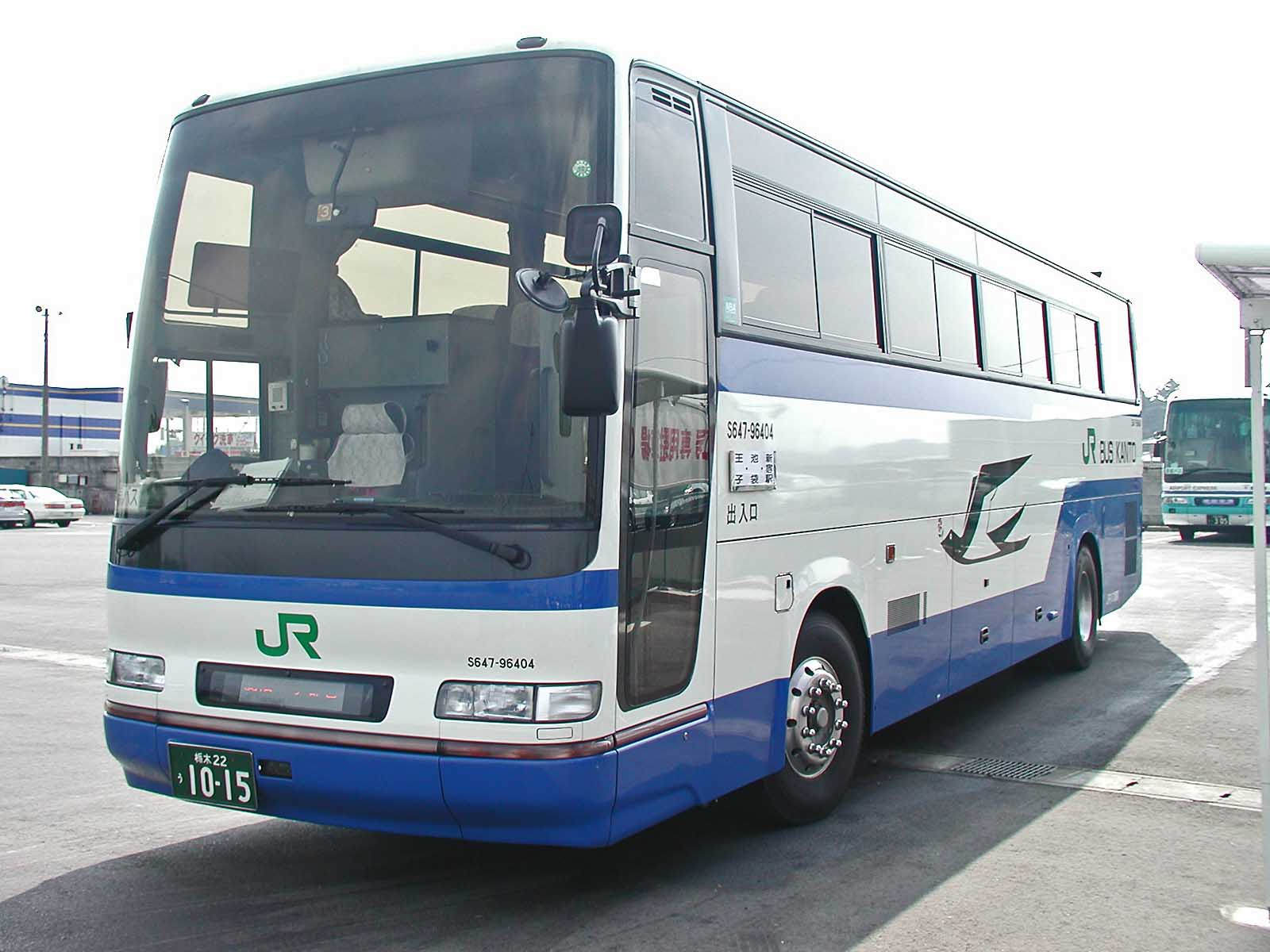
貸切転用車（日野・セレガGD・現在は廃車）
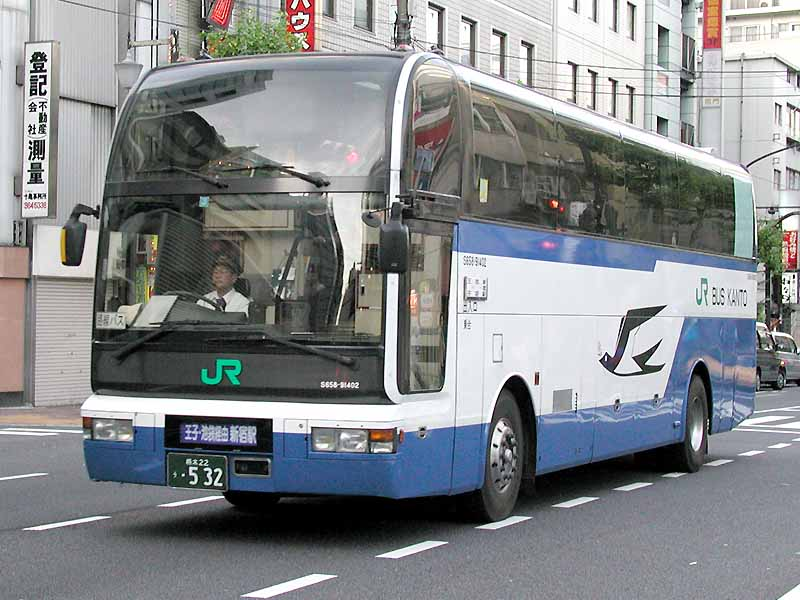
開業当初の貸切転用車（日産ディーゼル・スペースウイング・現在は廃車）
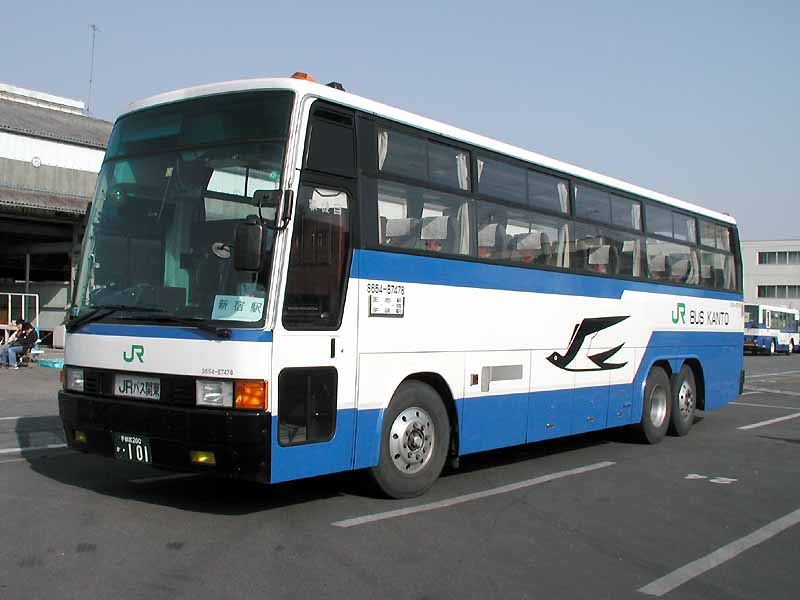
開業当初の貸切転用車（三菱・エアロクィーンW・現在は廃車）
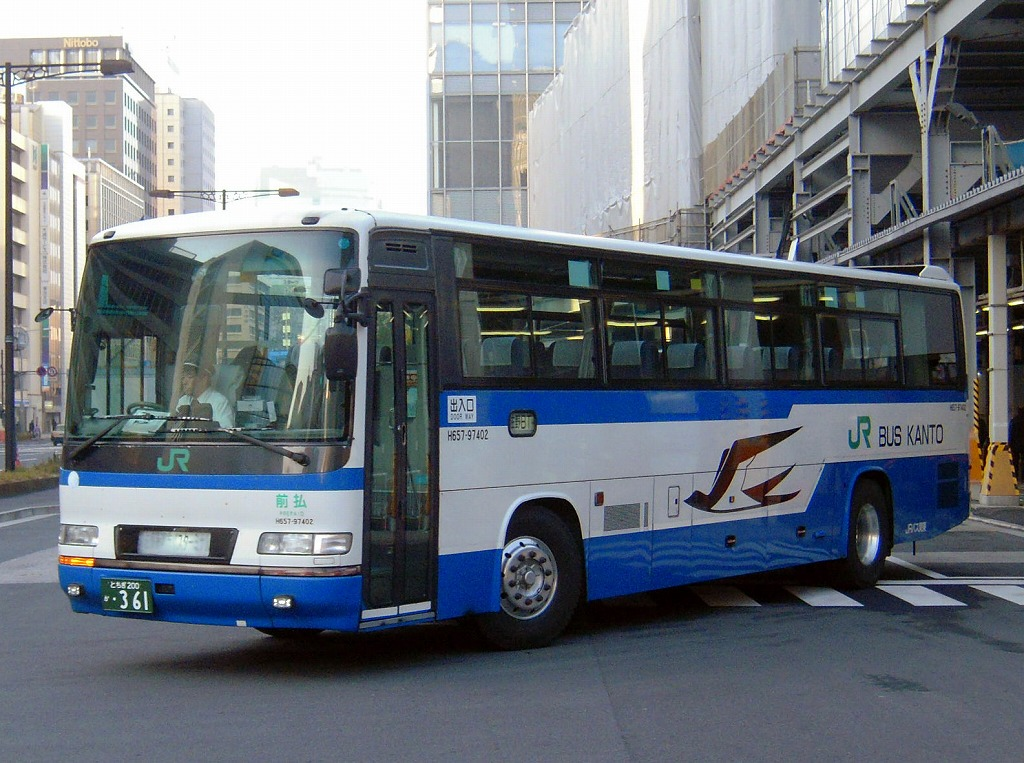
「マロニエ東京号」（日野・セレガFS・現在は廃車）

### 関東自動車
（2001年～2006年、車両は他の路線に転用）

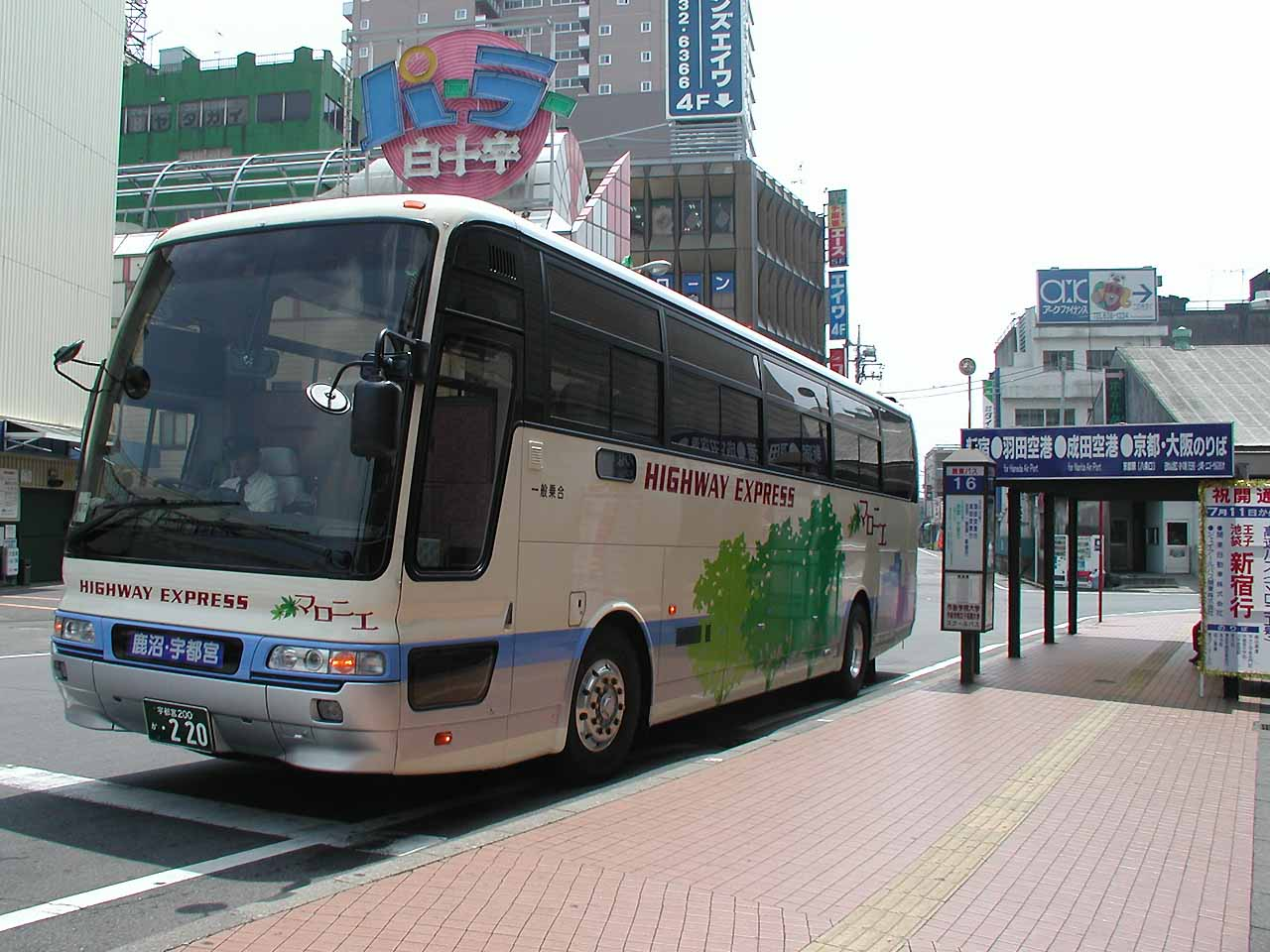
開業時に導入された車両（三菱ふそう・エアロクィーンI）
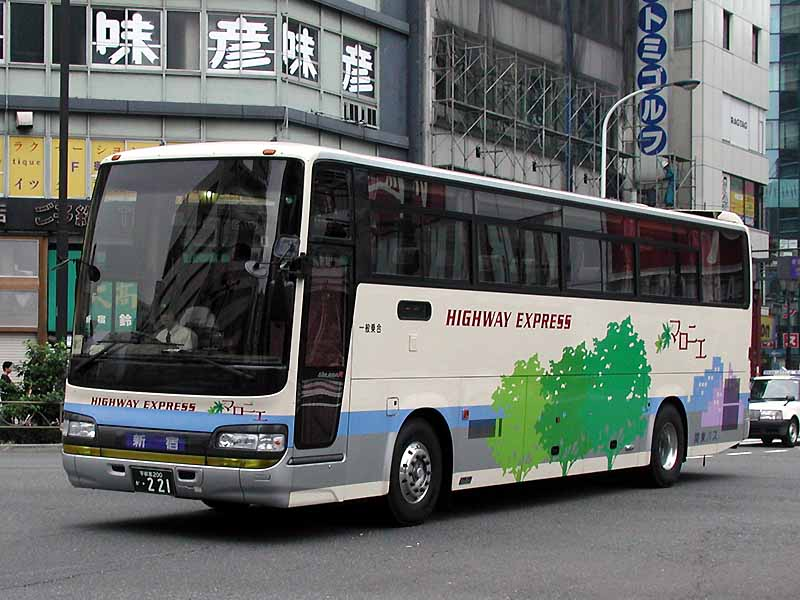
開業時に導入された車両（日野・セレガR GD）
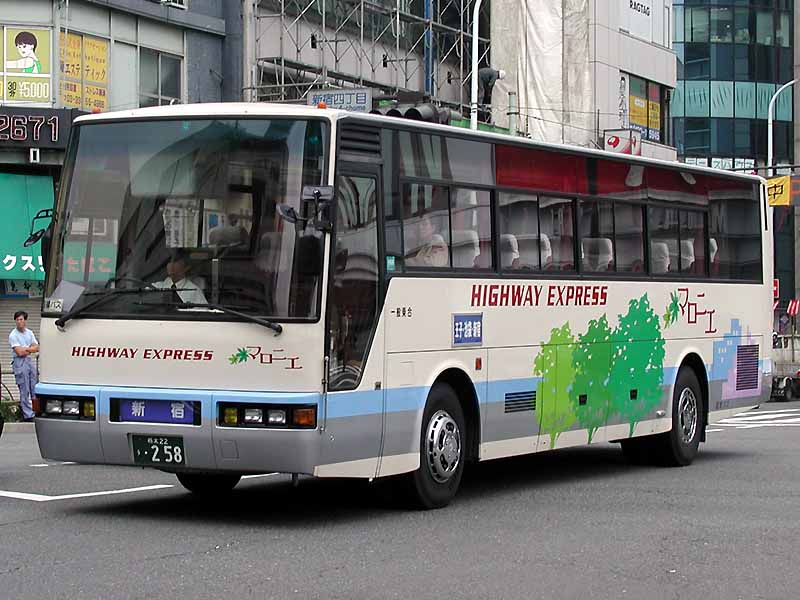
開業当初の貸切転用車（いすゞ・スーパークルーザーHD）
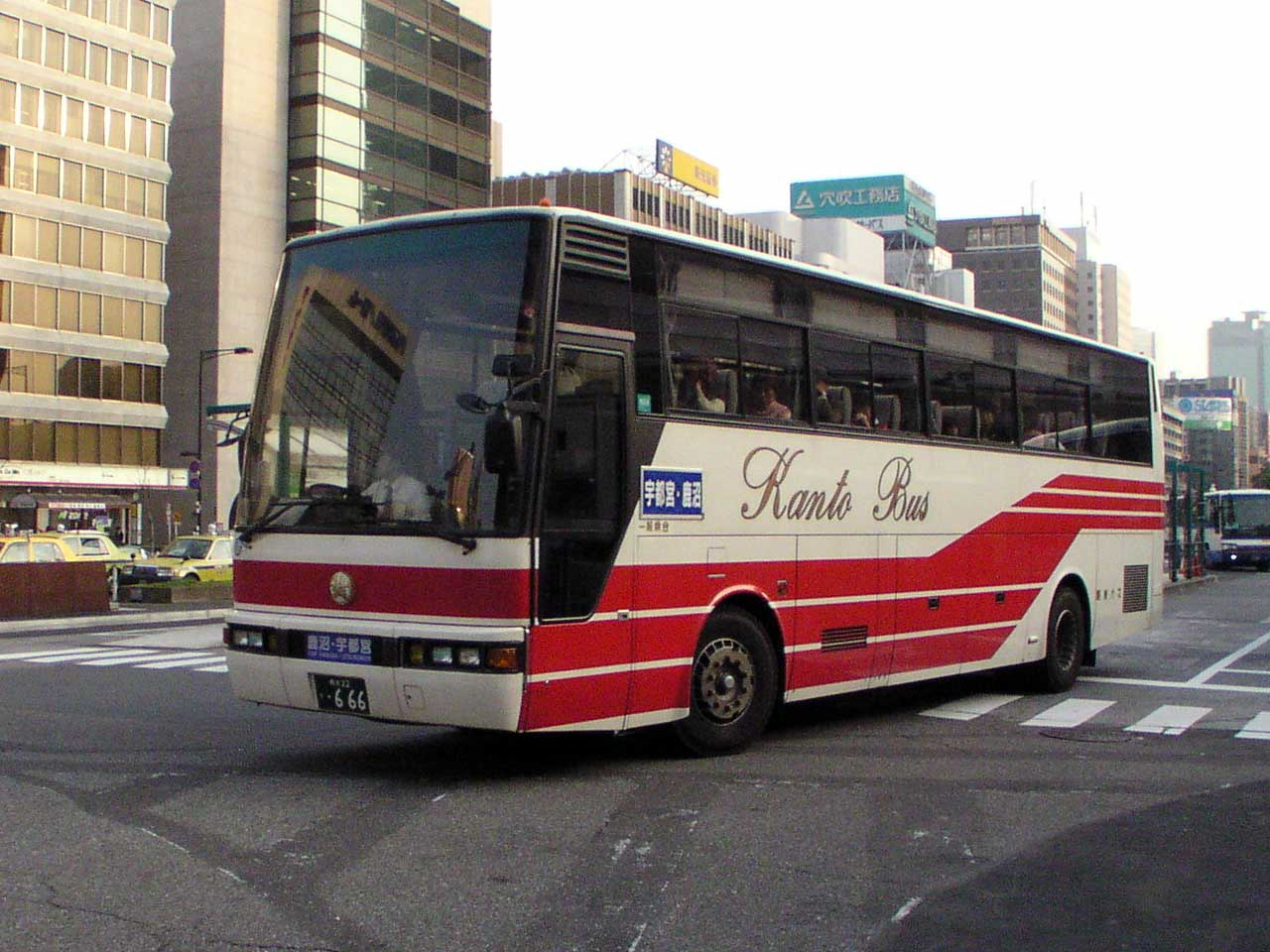
貸切転用車（いすゞ・スーパークルーザーSHD）

### 同様に乗務員送り込みを目的として開設された路線
- 上州ゆめぐり号…長野原支店担当
- 房総なのはな号…館山支店担当
- 那須・塩原号…西那須野支店担当（※現在は佐野支店担当）
- 南アルプス号（※廃止）…中央道統括支店担当